# 李葆實
李葆實（?—?），山東省濟南府歷城縣人，清朝政治人物、進士出身。
光緒九年（1883年），参加癸未科殿試，登進士二甲9名。同年五月，改翰林院庶吉士。光緒十二年四月，散館，授翰林院編修。